# Pruno (Cilento)

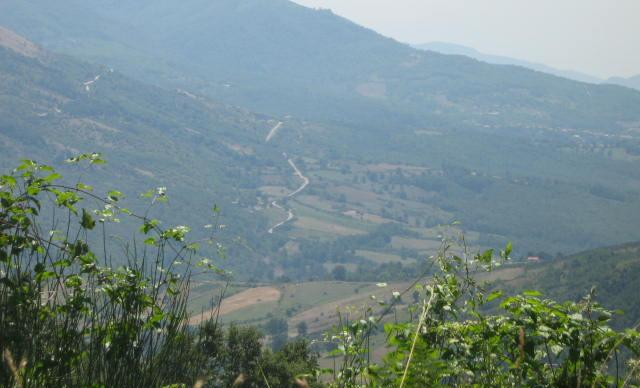
Ansicht

Pruno ist eine weitläufige Siedlung in einem abgeschiedenen Waldgebiet im Zentrum des Cilento. Sie verteilt sich auf die Gemeindegebiete von Valle dell’Angelo, Laurino und Piaggine in der Provinz Salerno (Kampanien). Sie hat etwa 40 Einwohner.

## Geographie
Der Ort liegt auf 600 bis 1300 m s.l.m.
Angrenzende Gemeinden sind Cannalonga, Campora, Rofrano, Sanza, Novi Velia und Monte San Giacomo.
Pruno liegt im Zentrum des Nationalparks Cilento in einer bewaldeten Gebirgslandschaft. Es gehört zu den am dünnsten besiedelten Gebieten in Süditalien und stellt deshalb eine besonders ursprünglichen Landschaft dar. Pruno liegt sehr abgeschieden und ist im Winter oft von der Außenwelt abgeschnitten. Die Bewohner betreiben eine ökologische Landwirtschaft, die darauf ausgelegt ist, möglichst autark zu leben. Daneben ist Pruno Ziel für Touristen.

## Dörfer
Pruno wird administrativ in drei Dörfer (Frazioni) aufgeteilt, die jeweils zu einer der benachbarten Gemeinden gehören. Die Vorwahl ist (+39) 0974. Das Demonym für die Einwohner ist Prunesi.
- Pruno di Valle dell'Angelo (Postleitzahl 84070) hat etwa zehn Einwohner und ist eines der letzten rein landwirtschaftlichen Dörfer Europas[1]. Es liegt westlich von Pruno di Laurino und östlich von Pruno di Piaggino.
- Pruno di Laurino (Postleitzahl 84057) hat etwa 25 Einwohner und liegt an der Provinzstraße Piaggine-Rofrano. Es liegt am Fluss Fosso di Pruno und unterhalb des Monte Raia del Pedale.
- Pruno di Piaggine (Postleitzahl 84065) hat etwa sieben Einwohner und liegt westlich von Pruno di Valle dell'Angelo am Monte Gelbison.

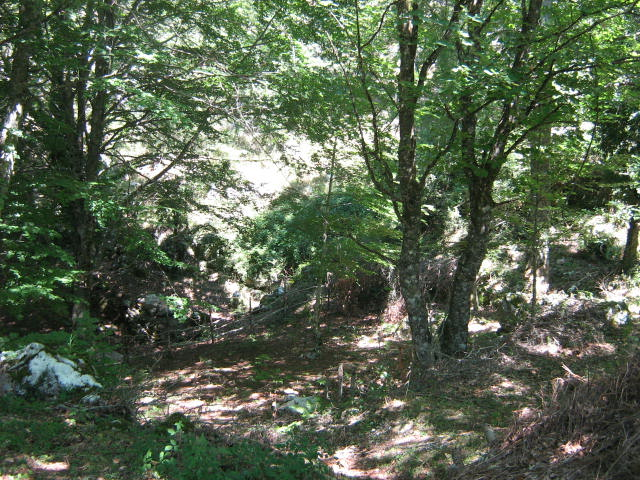
Forst am Croce di Pruno
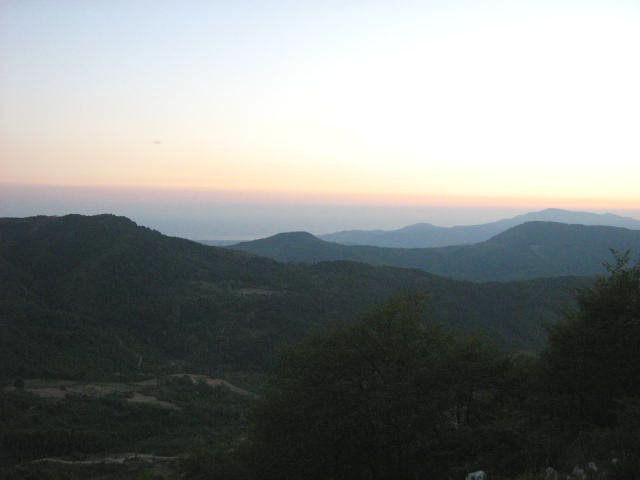
Sonnenuntergang im Tal von Vesalo
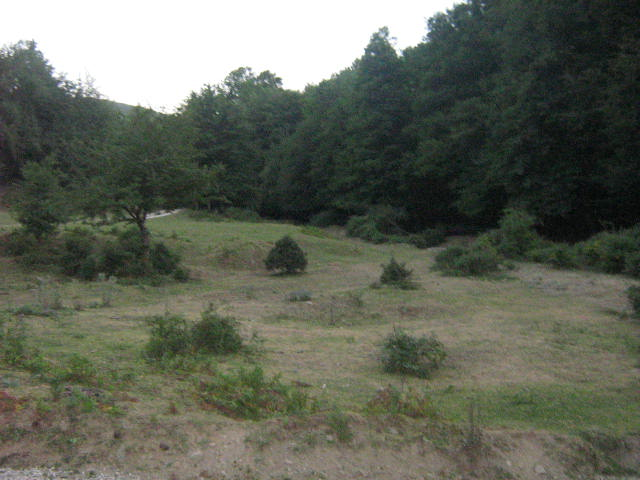
Carmignano
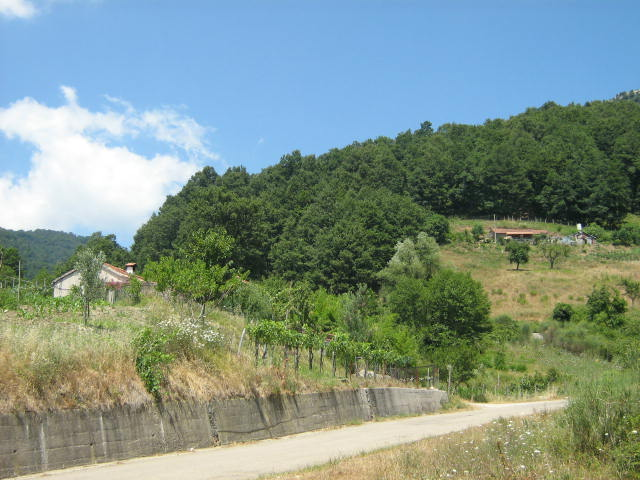
Pruno di Laurino